# Iseropus gulensis
Iseropus gulensis là một loài tò vò trong họ Ichneumonidae.